# 布氏大咽非鯽
布氏大咽非鯽，為輻鰭魚綱鱸形目隆頭魚亞目慈鯛科的其中一種，分布於非洲馬拉威湖流域，體長可達15公分，棲息在沙沉積的岩石水域，以小魚為食，生活習性不明，可作為觀賞魚。

## 擴展閱讀
維基物種上的相關：布氏大咽非鯽